# Arundinicola leucocephala
Az Arundinicola leucocephala a madarak (Aves) osztályának verébalakúak (Passeriformes) rendjébe, ezen belül a királygébicsfélék (Tyrannidae) családjába tartozó Arundinicola nem egyetlen faja.

## Előfordulása
Suriname, Panama, Francia Guyana, Guyana, Trinidad és Tobago, Argentína, Bolívia, Brazília, Ecuador, Kolumbia, Peru és Venezuela területén honos.

## Megjelenése
Testhossza 12,7 centiméter, testtömege 15 gramm.
|  |  |